# Гарра (Оклахома)
Гарра (англ. Harrah) — місто (англ. city) в США, в окрузі Оклахома штату Оклахома. Населення — 6245 осіб (2020).

## Географія
Гарра розташована за координатами 35°29′8″ пн. ш. 97°11′3″ зх. д. / 35.48556° пн. ш. 97.18417° зх. д. (35.485588, -97.184223).  За даними Бюро перепису населення США в 2010 році місто мало площу 31,91 км², з яких 31,91 км² — суходіл та 0,00 км² — водойми.

## Демографія
Згідно з переписом 2010 року, у місті мешкало 5095 осіб у 1960 домогосподарствах у складі 1444 родин. Густота населення становила 160 осіб/км².  Було 2115 помешкань (66/км²).
Расовий склад населення:
| - 84,0 % — білих - 7,3 % — корінних американців - 1,0 % — чорних або афроамериканців - 0,7 % — азіатів |

До двох чи більше рас належало 6,3 %. Частка іспаномовних становила 4,0 % від усіх жителів.
За віковим діапазоном населення розподілялося таким чином: 25,8 % — особи молодші 18 років, 59,7 % — особи у віці 18—64 років, 14,5 % — особи у віці 65 років та старші. Медіана віку мешканця становила 38,5 року. На 100 осіб жіночої статі у місті припадало 92,0 чоловіків;  на 100 жінок у віці від 18 років та старших — 87,8 чоловіків також старших 18 років.
Середній дохід на одне домашнє господарство  становив 65 181 долар США (медіана — 57 845), а середній дохід на одну сім'ю — 75 149 доларів (медіана — 71 926). За межею бідності перебувало 9,5 % осіб, у тому числі 12,8 % дітей у віці до 18 років та 6,8 % осіб у віці 65 років та старших.
Цивільне працевлаштоване населення становило 2158 осіб. Основні галузі зайнятості: освіта, охорона здоров'я та соціальна допомога — 21,4 %, публічна адміністрація — 15,2 %, роздрібна торгівля — 10,9 %, будівництво — 8,0 %.